# جويل كيث مان
جويل كيث مان (بالإنجليزية: Joel Keith Mann)‏ هو سياسي أمريكي، ولد في 1 أغسطس 1780، وتوفي في 28 أغسطس 1857. حزبياً، نشط في الحزب الديمقراطي. وقد انتخب عضو مجلس ولاية بنسيلفانيا وانتخب عضو مجلس نواب بنسيلفانيا وانتخب عضو مجلس النواب الأمريكي.